# 日本臓器移植ネットワーク
公益社団法人日本臓器移植ネットワーク（にほんぞうきいしょくネットワーク、英：Japan Organ Transplant Network、略称：JOT）は、臓器移植の斡旋を行う公益社団法人。同移植における日本唯一の斡旋機関である。

## 概要
前述のとおり、臓器移植の斡旋を担う。
臓器移植を受けようとする患者、すなわちレシピエントの登録を行う。臓器提供意思表示カードに臓器提供の意思を表示した患者、及び家族が提供の意思を示した患者が、脳死が推定される場合において、日本臓器移植ネットワーク所属または委託の移植コーディネーターが患者の家族に説明し、法的脳死判定と臓器提供の確認を行う。
また、臓器移植の推進のため、臓器移植に関して啓発活動を展開する。

## 沿革
- 1975年8月 - 社団法人腎臓移植普及会として発足{[1]。
- 1995年4月 - 『日本腎臓移植ネットワーク』が社団法人として結成[3]。省内事業仕分け資料によれば、社団法人日本腎臓移植ネットワークに名称変更とされる{[1]。
- 1997年10月16日、臓器の移植に関する法律施行に合わせ、『日本臓器移植ネットワーク』に改組する[3]。心臓・肝臓移植希望者の登録を開始する[3]。
- 1998年5月 - 肺移植希望者の登録を開始する[3]。
- 1999年2月28日 - 臓器の移植に関する法律施行から、初めて脳死判定後の臓器提供が3月1日にかけて行われる[4] 。
- 1999年3月 - 膵臓移植および膵腎臓同時移植希望者の登録を開始する[3]。
- 2000年1月 - 小腸移植希望者の登録を開始する[3]。
- 2003年4月 - 心肺同時移植希望者の登録を開始する[3]。
- 2007年3月 - 臓器提供意思登録システムが稼動開始する[3]。

## 幹部職員
（2021年6月22日以降）
- 理事長 - 門田守人
- 副理事長 - 小笠原邦昭
- 専務理事 - 北島聖
- 理事 - 渥美生弘、岩田誠司、瓜生原葉子、江川裕人、小野稔、剣持敬、鈴木雄介、中里哲三、布田伸一

## 所在地
- 本部 - 東京都港区海岸三丁目26番1号 バーク芝浦
- 札幌オフィス - 北海道札幌市中央区南1条西1丁目13番地1 一番街マナー白鳥ビル2階
- 名古屋オフィス - 愛知県名古屋市中村区太閤三丁目1番18号 名古屋KSビル12階
- 大阪オフィス - 大阪府大阪市北区堂島三丁目1番21号 NTTデータ堂島ビル20階
- 福岡オフィス - 福岡県福岡市博多区博多駅前四丁目10番13号 奥村第3ビル2階